# Лутцау, Карл Фридрих фон
Карл Фридрих фон Лутцау (нем. Carl Friedrich von Lutzau; 18 апреля 1804, Гольдинген — 21 августа 1872, Динабург) — российский виолончелист.

## Биография
Сын гольдингенского лесничего Иоганна Фридриха фон Лутцау (1765—1834), внук управляющего лесным хозяйством Курляндского герцогства Эвальда Фридриха фон Лутцау (1737—1806).
Учился в Риге, в том числе у Макса Борера. В 1829—1845 гг. играл в оркестре Рижской оперы, в том числе под руководством Рихарда Вагнера, с которым сдружился; Вагнер стал крёстным отцом младшего сына Лутцау Густава. Выступал также в 1830-е гг. в струнном квартете Франца Лёбмана — первом рижском стабильном коллективе этого состава. Преподавал частным образом (среди его учеников Арвед Портен).
С 1850 года и до конца жизни работал в Москве в оркестре Большого театра. Автор вокальных произведений.
Карлу фон Лутцау посвящено фортепианное трио No.17, Op.183 Карла Райссигера.
Сыновья:
- Карл Фридрих Бернгард (Борис Карлович) фон Лутцау (1838—1898), военный инженер, генерал-лейтенант (1898).
- Людвиг Вильгельм Густав фон Лутцау (1839—1895), военный врач, затем директор Амурского акцизного управления.

Двоюродный брат, Самуэль Эвальд фон Лутцау (1816—1871) — скрипач и органист, после обучения в Дрездене работавший преимущественно в Риге.